# Safranera
Safranera es una variedad cultivar de ciruelo (Prunus domestica), de las denominadas ciruelas europeas,
una variedad de ciruela oriunda de la comunidad autónoma de Andalucía, en el municipio de Coín (provincia de Málaga). Las frutas tienen un tamaño muy pequeño, color de piel muy especial, amarillo oliváceo, anaranjado cobrizo, vinoso o ámbar rojizo, no uniforme, pasando a carmín amoratado o morado en maduración completa, y pulpa ámbar, transparente, con textura medio firme, y sabor dulce, refrescante, bueno, que recuerda las variedades de “Mirabelle”.

## Historia
'Safranera' variedad de ciruela local cuyos orígenes se sitúan en la zona del Valle del Guadalhorce en la comunidad autónoma de Andalucía, en el municipio de Coín (provincia de Málaga).
'Safranera' está cultivada en el banco de germoplasma de cultivos vivos de la Estación experimental Aula Dei de Zaragoza. Está considerada incluida en las variedades locales autóctonas muy antiguas, cuyo cultivo se centraba en comarcas muy definidas, que se caracterizan por su buena adaptación a sus ecosistemas, y podrían tener interés genético en virtud de su características organolepticas y resistencia a enfermedades, con vista a mejorar a otras variedades.

## Características
'Safranera' árbol de porte extenso, vigoroso, erguido, muy fértil y resistente. Las flores deben aclararse mucho para que los frutos alcancen un calibre más grueso. Tiene un tiempo de floración que comienza a partir del 16 de abril con el 10% de floración, para el 20 de abril tiene una floración completa (80%), y para el 29 de abril tiene un 90% de caída de pétalos.
'Safranera' tiene una talla de tamaño muy pequeño, de forma oval, con la anchura máxima por debajo de la línea media, asimétrica, sobre todo en el polo pistilar, presentando sutura línea fina de color rosa amoratado en los frutos poco coloreados, casi imperceptible en los muy maduros, en depresión en el polo pistilar, formando cubeta alrededor del punto pistilar, en el resto superficial o en depresión muy suave; epidermis con abundante pruina violácea, no se aprecia pubescencia, con frecuencia la piel está como cuarteada y más o menos recubierta de cicatrices ruginosas-"russetting" formando puntos, rayas o maraña, más frecuente alrededor de la zona peduncular y en los frutos más maduros, siendo el color de piel muy especial, amarillo oliváceo, anaranjado cobrizo, vinoso o ámbar rojizo, no uniforme, pasando a carmín amoratado o morado
en maduración completa, punteado abundante, poco perceptible, con aureola de color indefinido; Pedúnculo corto, grosor medio, pubescente, ubicado en una cavidad pedúncular estrechísima, poco profunda, rebajada, más o menos en el lado de la sutura; pulpa de color ámbar, transparente, con textura medio firme, y sabor dulce, refrescante, bueno, que recuerda las variedades de “Mirabelle”.
Hueso adherente, pequeño, elíptico, liso.
Su tiempo de recogida de cosecha se inicia en su maduración durante la tercera decena del mes de junio.

## Usos
La ciruela 'Safranera' se comen crudas de fruta fresca en mesa, y también se transforma en mermeladas, almíbar de frutas o compotas para su mejor aprovechamiento.

## Cultivo
Autofértil, es una muy buena variedad polinizadora de todos los demás ciruelos.